# Crazy Horse Too
Crazy Horse Too es el nombre de un antiguo club de estriptis, ya cerrado, ubicado en 2476 Industrial Road, en Las Vegas (Nevada), a poca distancia al oeste de Las Vegas Strip. El club era conocido como Billy Joe's durante la década de 1970. En 1978, Tony Albanese, miembro de la mafia, compró el club y lo renombró Billy Joe's Crazy Horse Too, en honor al Crazy Horse Saloon, otro club de estriptis de Las Vegas de su propiedad. En 1984, Rick Rizzolo se hizo cargo de las operaciones del club cuando fue comprado por su padre, Bart Rizzolo. Rick Rizzolo era propietario mayoritario en 1986.
En 1995, los funcionarios federales comenzaron una investigación de las actividades en Crazy Horse Too. El club sufrió un historial de crímenes violentos, incluida la supuesta paliza a un turista en 2001. En 2003, Crazy Horse Too fue registrado por varios funcionarios gubernamentales que estaban investigando posibles vínculos entre el club y el crimen organizado. Como parte de un acuerdo con la fiscalía, Rick Rizzolo y 16 dirigentes del club se declararon culpables de múltiples cargos en mayo y junio de 2006; ordenándose a Rizzolo, como parte del trato, vender el club. Crazy Horse Too posteriormente cerró en septiembre de 2006, después de que se revocara su licencia de venta y consumición de alcohol. El club volvió a abrir con una licencia temporal en octubre de 2006.
Los intentos de Rizzolo de vender el local fracasaron y el club fue cerrado nuevamente en agosto de 2007, cuando fue incautado por el Servicio de Alguaciles de los Estados Unidos. Después de varios intentos fallidos de venderlo, el gobierno federal subastó el club en 2011. El propietario de clubes nocturnos de California, Mike Galam, reabrió el club en mayo de 2013, como The Horse Gentlemen's Club. Tuvo una efímera existencia, pues en agosto de 2014 tuvo que cerrar debido a la poca clientela que recibía. Continuó abriendo una vez al mes durante ocho horas para conservar su licencia de establecimiento de danza erótica y los derechos de uso del terreno. Sin embargo, la licencia fue revocada en agosto de 2019, ya que el edificio se había deteriorado y era objeto de robos vagabundos.

## Historia

### Primeros años (1972–2000)
Crazy Horse Too operaba en un centro comercial construido en 1972, en Industrial Road, al norte de un paso elevado utilizado en West Sahara Avenue. En 1978, una popular discoteca llamada Billy Joe's, que incluía números de estríper, operaba en dicho centro. Tony Albanese, miembro de la mafia, compró Billy Joe's ese año después de que su dueño muriera por complicaciones de salud. Albanese ya había abierto anteriormente un club de estriptis llamado Crazy Horse Saloon en la intersección de Paradise Road y Flamingo Road, y eligió cambiar el nombre de su nuevo club como Billy Joe's Crazy Horse Too. Henry Rapuano se hizo cargo de las operaciones del club en 1981, después de que la cabeza cortada de Albanese fuera encontrada en el desierto de Mojave, en California.
Rapuano cambió el nombre del club simplemente como Crazy Horse Too. Rapuano murió de un ataque cardíaco repentino en 1982. Frederick "Rick" Rizzolo, un colaborador cercano del hijo de Henry Rapuano, Al Rapuano, se hizo cargo de las gestiones del club el 1 de febrero de 1984. El padre de Rick, Bart Rizzolo, compró el club ese mes. En ese momento el local tenía 110 m² y 12 estríperes contratadas. En 1985, un hombre llamado Rick Sandlin sufrió daño cerebral permanente después de ser golpeado fuera del club con un bate de béisbol por Rick Rizzolo, quien afirmó que se estaba defendiendo. Rizzolo, representado por el abogado de defensa criminal Oscar Goodman, no impugnó un cargo de delito menor y evitó la cárcel. En 1986, Rizzolo era el propietario mayoritario del club.
Desde 1984 hasta 2006, Rick Rizzolo estuvo involucrado en una disputa en curso sobre estacionamiento con "Buffalo" Jim Barrier, conocida personalidad de Las Vegas e inquilino comercial de Rizzolo. Según numerosos informes de periódicos y televisión, durante 22 años Rizzolo estuvo involucrado en un patrón fallido de acoso en los intentos de sacar a Buffalo Jim y su negocio de reparación de automóviles fuera de la propiedad Crazy Horse Too para que el club pudiera expandirse.
En 1991, la futura actriz de cine pornográfico Jenna Jameson comenzó a trabajar en el club. En 1998, Rizzolo invirtió 800 000 dólares en una expansión de 560 m² del club, adquiriendo una tienda adyacente llamada LA Hot. La expansión llevó el club a aproximadamente a 2 400 m² y sirvió como un nuevo vestuario para los 600 trabajadores del club. Rizzolo planeaba convertir eventualmente el antiguo camerino, que servía como espacio de oficinas, en una nueva área de entretenimiento con un bar y un escenario.
En enero de 1999, la expansión fue aprobada por Las Vegas. Sin embargo, la votación fue apelada por un residente cercano y una empresa, con afirmaciones de que la expansión aumentaría el tráfico y causaría problemas de estacionamiento. Otra queja fue que cientos de niños locales estarían expuestos a un mayor número de traficantes y buscadores de drogas que visitarían el club ampliado. Los urbanistas permitieron que Rizzolo usara su expansión en espera del resultado de una votación del ayuntamiento, que aprobó la solicitud de Rizzolo de una variación en febrero de 1999. En octubre de 2000, Crazy Horse Too presentó una demanda contra MGM Grand Las Vegas, buscando una orden judicial para evitar que el resort use el nombre de Crazy Horse para su debut de un espectáculo en topless titulado Crazy Horse Paris. Crazy Horse Too también solicitó 10 000 dólares en daños y perjuicios.

### Investigaciones criminales (2001–2006)
El 2 de octubre de 2001, Kirk Henry, un turista de Kansas City (Kansas), presentó una demanda contra el club tras sufrir una fractura en el cuello después de una visita que realizó el 20 de septiembre de 2001. Henry alegó que fue golpeado en el estacionamiento después de una disputa que involucró una cuenta de 80 dólares en el bar. Representantes del club afirmaron que Henry estaba muy borracho y se cayó en el estacionamiento, rompiéndose el cuello. La demanda permitió a las autoridades llevar a cabo una investigación criminal del club en alusión a la Ley RICO.
El 4 de octubre de 2001, la policía utilizó órdenes de registro para entrar en el club y confiscar los registros comerciales, aunque se permitió que el local permaneciera abierto durante el mismo. El Departamento de Policía Metropolitana de Las Vegas estaba investigando el caso en abril de 2002. Casi un año después del incidente, agentes del FBI entrevistaron a Henry, quien identificó a Bobby D'Apice como el hombre que supuestamente lo atacó. El Departamento de Policía Metropolitana de Las Vegas inició una investigación criminal en octubre de 2002. A finales de mes, el FBI asumió la dirección de la investigación.
Como parte de la investigación, Rick Rizzolo fue interrogado sobre sus relaciones con varias figuras del crimen. Los abogados de Henry alegaron que muchos de los empleados del club tenían amplios antecedentes penales por varios delitos. En noviembre de 2002, los detectives de la policía se negaron a entregar los documentos de su investigación, diciendo: "La divulgación prematura de esta información perjudicaría la investigación criminal y pondría en peligro la seguridad de posibles testigos". Los oficiales de policía y el FBI esperaban que la investigación continuara al menos otros seis meses.

### Redada
El 20 de febrero de 2003, alrededor de las 5 de la mañana, el club fue allanado por aproximadamente 80-100 agentes de la ley, algunos de ellos armados con rifles. El grupo incluía agentes del FBI, la DEA, el Servicio de Impuestos Internos (IRS) y el Departamento de Policía Metropolitana de Las Vegas, así como dos equipos SWAT. El abogado de Crazy Horse Too, Tony Sgro, dijo: "Manejaron la búsqueda con el alcance y la intensidad que se esperaría si hubieran localizado una célula terrorista dentro". También añadió que la operación "fue como si hubieran encontrado a alguien de la red de al Qaeda. Esa es la cantidad de agentes que tenían allí". Sgro criticó la orden de registro, ya que creía que contenía una redacción vaga y genérica. Notó la presencia de los medios de comunicación cuando comenzó el allanamiento, y lo llamó "un truco publicitario". La redada, que duró 11 horas, se llevó a cabo como parte de una investigación para determinar posibles vínculos entre el club y el crimen organizado. La investigación había estado en curso durante al menos 15 meses. Los agentes incautaron una variedad de registros -un total de 170 artículos- que databan de 1995. La búsqueda terminó alrededor de las 16 horas y el club reabrió más tarde esa noche. La única droga encontrada en el local fue un cigarrillo de marihuana en el casillero de una estríper.
El 21 de febrero de 2003, Sgro presentó una moción en el Tribunal de Distrito solicitando la devolución de ciertos artículos incautados durante la redada: "El club está solicitando la devolución de solo una pequeña fracción de los camiones cargados de equipos, muebles y registros tomado del club. Estos elementos son básicos para el funcionamiento del negocio y se requieren de inmediato". Los artículos incluían nueve cajas registradoras, valoradas en más de 10 000 dólares cada una. Otros artículos solicitados incluyeron ordenadores y documentos financieros actuales necesarios para preparar las declaraciones de impuestos de 2002. Según Bart Rizzolo, quien tenía un interés del 10% en el club, los oficiales también confiscaron todo el dinero del club en la redada, al menos 250 000 dólares. Sgro dijo que las Reglas Federales de Procedimiento Penal fueron violada durante la redada, alegando que a un representante de Crazy Horse Too no se le permitió observar el registro: "No se puede determinar, con precisión, qué fue realmente tomado por los oficiales o qué pudo haber quedado atrás". Rick Rizzolo, quien negó estar involucrado en una actividad criminal, dijo que su club ganaba más de 10 millones de dólares al año: "Genera tanto dinero que no haría nada estúpido para ponerlo en peligro". Rick Rizzolo también planeó demandar al gobierno federal por el dinero perdido durante las horas de la redada, estimado entre 40 000 y 60 000 dólares.
A finales de febrero de 2003, los empleados alegaron que los retuvieron a punta de pistola durante la redada y se vieron obligados a proporcionar declaraciones grabadas en video a cambio de su liberación del club. En marzo de 2003, un juez ordenó la devolución de todos los artículos incautados durante el allanamiento. Rizzolo dijo que el negocio había mejorado en el club como resultado de la publicidad de la redada. En marzo de 2003, el club contaba con cerca de 100 empleados y más de 5 700 estríperes. Las conversaciones sobre un posible acuerdo con la fiscalía comenzaron unos meses después de la redada.

### Nuevos proyectos
En octubre de 2003, Rick Rizzolo presentó una demanda contra el Departamento de Policía Metropolitana de Las Vegas y varios de sus agentes por el registro del club en octubre de 2001. Alegó que los agentes persuadieron a un juez para que emitiera la orden de registro utilizando información falsa y omitiendo hechos, diciendo que "de hecho no había causa probable para registrar el club". Ese mismo mes, Sgro reveló que Rick Rizzolo había sido informado recientemente que las autoridades federales habían interceptado sus teléfonos y habían estado grabando sus conversaciones telefónicas desde 1996. Al final del mes, un hombre sufrió múltiples heridas por disparos después de discutir con otra persona en el estacionamiento del club. El tirador, no afiliado al mismo, no fue encontrado. En noviembre de 2003, Las Vegas Review-Journal señaló que los crímenes violentos del club tendían a ocurrir en su estacionamiento. Desde 2001 hasta 2003, los oficiales del Departamento de Policía Metropolitana de Las Vegas habían sido llamados al club más de 700 veces.
En noviembre de 2004, agentes del FBI y del IRS registraron la casa de D'Apice como parte de su investigación sobre el club. El 19 de enero de 2005, fue arrestado por supuestas actividades en las que participó en el club, incluidos cargos federales de extorsión, agresión por un crimen de 2001, ayuda e incitación a la prostitución o actividad sexual ilegal y distribución de narcóticos. Fue el primer arresto en la investigación en curso. D'Apice había trabajado en el club durante aproximadamente una década. También se reveló que funcionarios federales habían estado investigando al club desde agosto de 1995. D'Apice y una camarera también fueron acusados de realizar declaraciones falsas ante un gran jurado federal en enero de 2003 y agosto de 2002, respectivamente, en relación con el incidente de Henry en el club en septiembre de 2001.
En marzo de 2005, los abogados de Rizzolo anticiparon que pronto se formularía una acusación. En enero de 2006, Luke Brugnara planeó comprar el club. En abril de 2006, aumentaron las conversaciones sobre un acuerdo de culpabilidad grupal. En mayo de 2006, 16 personas involucradas con el club se declararon culpables como parte del acuerdo de declaración de culpabilidad del grupo. Los acuerdos de declaración de culpabilidad revelaron que las estríperes de Crazy Horse Too debían pagar el 15% de sus ganancias a ciertos empleados del club. Los acuerdos también revelaron que la dirección y otros empleados del club habían acordado no declarar los ingresos financieros al final de cada turno, de 2000 a 2003.
El 1 de junio de 2006, Rick Rizzolo se declaró culpable como parte del acuerdo de declaración de culpabilidad del grupo, en el que Rizzolo acordó vender Crazy Horse Too en un plazo de 12 meses. Se informó que estaba en conversaciones con compradores potenciales, incluido uno que estaba dispuesto a pagar 36 millones de dólares por el club. Se requirió que Rizzolo pagara 17 millones en multas, incluidos 4,2 millones al gobierno federal y 1,7 millones al IRS. El trato también requería que Rizzolo pagara 10 millones a Henry, después de la venta del club. Como parte del trato, los fiscales acordaron no presentar cargos penales contra la hermana de Rizzolo, Annette Patterson; su hermano, Ralph; o su padre, Bart, todos los cuales habían estado empleados o involucrados en el club. La investigación, que generó más de 8 000 horas de conversaciones telefónicas, se centró en denuncias de blanqueo de capitales, prostitución, evasión fiscal y violencia.
En julio de 2006, el Ayuntamiento de Las Vegas votó a favor de celebrar una audiencia en septiembre para discutir las sanciones para Crazy Horse Too luego de las declaraciones de culpabilidad de los funcionarios del club. El 6 de septiembre de 2006, el Ayuntamiento votó para revocar la licencia de licor del club e imponer una multa de casi 2,2 millones de dólares, ya que los miembros del consejo estaban preocupados porque algunas de las personas que se habían declarado culpables a principios de ese año estaban aún operando el club. El fiscal adjunto de la ciudad, Bill Henry, dijo que Rizzolo "dirigía el club como Tony Soprano dirigía el Bada Bing".
Crazy Horse Too dejó de servir bebidas alcohólicas el 7 de septiembre de 2006, después de que los funcionarios de la ciudad y la policía cumplieran una orden revocando la licencia de licor del club. Sin embargo, el club reanudó las ventas de alcohol más tarde esa noche, después de que Sgro determinara que "la forma en que la ciudad entregó la orden no era válida". Sgro presentó una queja para detener el orden de la ciudad, alegando que los compradores potenciales no estarían interesados en comprar el club si estuvieran operando sin una licencia de licor.

### Cierres y reaperturas (2006–2014)
Crazy Horse Too cerró la tarde del 8 de septiembre de 2006, luego de que se negara una orden de restricción temporal contra la decisión de la ciudad. Si bien Sgro creía que el local aún tenía derecho a servir alcohol, Rizzolo eligió con cautela cerrarlo hasta que un juez emitiera su decisión. Sgro alegó que la "verdadera intención" de la ciudad era apoderarse de la propiedad para una ampliación cada vez mayor de Industrial Road. El 12 de septiembre de 2006, el juez confirmó la decisión de la ciudad de revocar la licencia de licor del club. Stuart Cadwell, propietario y operador de un club de estriptis, había acordado la semana anterior comprar el club por 45 millones de dólares. Aunque el trato estaba en custodia, Cadwell dijo que la falta de una licencia de licor probablemente anularía el trato.
El 19 de septiembre de 2006, Michael Signorelli, propietario del cercano Golden Steer Steakhouse, solicitó una licencia temporal de licor de seis meses en Crazy Horse Too. Signorelli le alquilaría temporalmente el club a Rizzolo, ya que Cadwell todavía se consideraba un comprador potencial. A finales de septiembre, un oponente de Crazy Horse Too abrió una iglesia cercana. Debido a un código de la ciudad de Las Vegas, se prohibió que los negocios que sirvieran alcohol operasen en los alrededores de una iglesia. El diácono de la iglesia negó que estuviera intentando sabotear los planes de Signorelli para el club. Signorelli fue considerado un comprador potencial del club a principios de octubre de 2006, mientras que un abogado de la ciudad dijo que la iglesia cercana no podría evitar que Crazy Horse Too sirva alcohol, y dijo que el club solo sería inelegible para una licencia de licor si pasaba seis meses sin servirlo.
Crazy Horse Too reabrió bajo una nueva administración el 18 de octubre de 2006, después de que a Signorelli se le hubiera otorgado una licencia temporal de licor de tres meses ese mismo día. Signorelli arrendó el club a Rizzolo por 400 000 dólares al mes. En enero de 2007, el ayuntamiento extendió la licencia de licor temporal de Signorelli por otros 90 días, a pesar de varias preocupaciones, incluida la posible participación de Rizzolo en las operaciones del club. A pesar de los pagos de arrendamiento más bajos como resultado de un mal negocio, Signorelli todavía planeaba comprar el club, posiblemente para otro uso.
A pesar de las preocupaciones, particularmente de la policía de Las Vegas, el Ayuntamiento aprobó a Signorelli para una licencia permanente de licor en abril de 2007. La licencia venía con 12 condiciones, una de las cuales era que Signorelli tenía que cerrar el depósito en garantía del club antes del 30 de junio de 2007, echa límite de Rick Rizzolo para vender el club. Signorelli, quien era considerado un hombre de paja, tenía hasta el 31 de mayo de 2007 para depositar 38 millones de dólares en garantía para que la venta se cerrara a tiempo; Signorelli no lo hizo. A principios de junio de 2007, Crazy Horse Too tenía otros cuatro compradores potenciales, mientras los funcionarios del FBI, el IRS y la fiscalía estadounidense se preparaban para hacerse cargo del club y liquidarlo.
A fines de junio de 2007, Crazy Horse Too tenía al menos dos compradores potenciales: el propietario del club nocturno Tommy Karas, y Brugnara, quienes estaban dispuestos a pagar más de 30 millones de dólares por el club. La licencia de licor de Crazy Horse Too fue revocada el 1 de julio de 2007, aunque el club permaneció abierto. Más tarde ese mes, Signorelli ofreció 31 millones de dólares por el club, con 3 millones en una cuenta de depósito en garantía. No estaba claro por qué Signorelli no cumplió con el plazo inicial. Signorelli también apeló la decisión de la ciudad de revocar la licencia de licor del club. Rizzolo declinó la oferta de Signorelli, citando el incumplimiento pasado de Signorelli de cumplir con ciertas obligaciones. En ese momento, había dos compradores potenciales interesados en comprar el club.
En agosto de 2007, Crazy Horse Too tuvo varias ofertas que iban desde 31 a 34 millones de dólares, y Rick Rizzolo enfrentaba una fecha límite para vender el club antes del 30 de septiembre de 2007. En ese momento, se creía que el valor del club había disminuido significativamente, siguiendo la gestión de Signorelli. A finales de agosto de 2007, un jugador retirado de la NBA estaba considerando comprar el club. El club cerró más tarde ese mes después de que fuera confiscado por el Servicio de Alguaciles de los Estados Unidos.

### Nuevos compradores
En noviembre de 2007, un comprador anónimo planeaba comprar el club por 31 millones de dólares. En mayo de 2008, David Dupont y Maheshkumar Patel, los directores de LCC Cafe Nevada, comentaron su interés de hacerse con el club cerrado por 32 millones. Los hombres tenían aproximadamente la mitad del dinero e intentaron obtener una licencia de licor con la esperanza de obtener los fondos restantes necesarios para comprar el club. Este tenía una fecha límite del 30 de junio de 2008, después de la cual ya no sería elegible para ofrecer baile en topless y alcohol debido a los códigos de zonificación actuales. En junio de 2008, se denegó la solicitud de Dupont y Patel de una licencia de licor. Más tarde, ese mes, un fiscal federal instó a un juez a anular la ordenanza de la ciudad para mantener el valor estimado del club de 32 millones a 35 millones, por el bien de la compensación de Henry. Sin los permisos especiales, se esperaba que el valor del club cayera entre 8 y 10 millones. El juez decidió no extender el plazo.
En septiembre de 2009, Christopher Condotti y su compañía de Chicago, CC Holdings, planearon comprar el club. Ese mes, CC Holdings presentó una demanda contra un club de estriptis de Las Vegas que opera bajo el nombre de Crazy Horse III Gentlemen's Club. Condotti afirmó que el club infringió la marca comercial Crazy Horse Too, y la demanda alegó que el otro club "es confusamente similar en vista, sonido y significado" a la marca comercial. La demanda buscaba daños y perjuicios y una orden judicial contra el dueño del club.
En abril de 2010, Condotti presentó un contrato de venta de 10,5 millones de dólares en un tribunal federal, con una condición de que el club reciba todas las licencias necesarias (una licencia de licor, una licencia comercial de orientación sexual, una licencia de tabaco y una licencia de venta minorista) para noviembre de ese año. El club también necesitaría un permiso de zonificación de uso especial, que requeriría la aprobación del consejo de la ciudad. El alcalde de Las Vegas, Oscar Goodman, exigió que se pague a la ciudad la multa de 2 millones de dólares que el club adeuda desde septiembre de 2006, antes de emitir cualquiera de las licencias. Condotti impugnó la multa en los tribunales. En diciembre de 2010, después de intentos fallidos de venta, un juez ordenó al Servicio de Alguaciles vender el club "por cualquier medio legal, incluida la subasta pública", con una fecha límite del 3 de mayo de 2011. En ese momento, se estimaba que el valor del club era tan bajo como 5 millones.
En febrero de 2011, el gobierno descartó sus planes de vender el club y decidió dejarlo entrar en ejecución hipotecaria, después de darse cuenta de que la propiedad no podía venderse por el monto de los gravámenes en su contra. El club, en ese momento, solo estaba valorado entre 2 y 3 millones de dólares, en buena parte debido a una economía pobre y la falta de licencias de licor y entretenimiento para adultos. Se esperaba una venta por ejecución hipotecaria para el 1 de abril de 2011. El abogado de Rizzolo, Dominic Gentile, acusó al gobierno de administrar mal la venta: "Este es el peor caso de mala fe que he experimentado en casi 40 años como abogado. La única razón por la que vale lo que vale hoy es por la conducta maligna y deliberada del gobierno. Esto es realmente, realmente escandaloso. No me sorprendería que lo hicieran a propósito".
El 1 de julio de 2011, una subasta pública no consiguió ningún postor potencial. Como resultado, Canico Capital Group, el dueño de la primera escritura de fideicomiso de la propiedad, compró el club por 3 millones. Canico dejó abierta la posibilidad de persuadir a la ciudad para que reconsidere sus leyes de zonificación, para permitir que un club de estriptis y un bar operen nuevamente en la propiedad. Canico y los funcionarios de la ciudad habían estado discutiendo el futuro del club durante meses a partir de mayo de 2012. Un abogado de Canico dijo que era difícil "imaginar que un pequeño centro comercial tan moderno es la pieza de real más comentada en el condado de Clark".
En junio de 2012, el ayuntamiento aprobó una ordenanza municipal que permitiría a Crazy Horse Too reabrir como club de estriptis y bar, lo que permitiría a Canico vender la propiedad a un comprador potencial a un valor más alto. La votación fue aprobada con la creencia de que Canico donaría 1,4 millones a la ciudad, una cantidad de dinero similar a la que Rick Rizzolo debía de su multa de septiembre de 2006. En julio de 2012, el ayuntamiento votó en contra de desviar 750 000 dólares de la donación a Henry, quien solo había recibido 1 millón de los diez que le debían luego de su lesión en el club en 2001.

### Compra de Mike Galam
En marzo de 2013, el propietario del club de estriptis de California, Mike Galam, compró el Crazy Horse Too como parte de una participación del 59% en Canico de 5 millones. A principios de mayo de 2013, Crazy Horse III presentó una denuncia contra Galam, alegando que el uso del nombre "Crazy Horse" por parte del club era una infracción de marca registrada. El club pasó a llamarse The Horse Gentlemen's Club. El antiguo letrero de Crazy Horse Too se mantuvo, pero se cubrió con un letrero nuevo.
Cerca de 60 estríperes fueron contratadas para la gran reapertura del club, que ocurrió el 31 de mayo de 2013. Galam esperaba tener de 200 a 250 estríperes empleadas en The Horse en un par de meses. Se instaló un nuevo sistema de sonido de 75 000 dólares y de luces, valorado en 30 000 dólares, así como 96 cámaras de infrarrojos ubicadas dentro y fuera del club. Galam también instaló 26 aires acondicionados por 187 000. Se reemplazó el cableado de cobre del edificio, que había sido robado por ladrones durante su prolongado cierre. Galam dijo que el club estaría libre de violencia. Galam también planeó una serie de televisión documental de telerrealidad sobre la reapertura del club y sus empleados, aunque tal cosa no se produjo.
El 11 de febrero de 2014, un juez dictaminó que Galam había comprado los derechos del nombre "Crazy Horse" cuando compró el club. El club volvió a su nombre anterior al día siguiente. Cinco personas fueron arrestadas por prostitución en el club el 13 de marzo de 2014. Bajo la propiedad de Galam, el club sufrió una falta de negocio, y fue criticado por un sistema de videovigilancia inadecuado. Los problemas continuaron en Crazy Horse Too después de la repentina muerte de la novia de Galam en abril de 2014, ya que Galam posteriormente dejó de prestar atención a la gestión del club. El club había estado operando con una licencia de licor temporal, pero había acumulado entre 18 y 27 violaciones. En junio de 2014, Craig Franze se incorporó como copropietario y se completó una importante remodelación del club.
A principios de agosto de 2014, los funcionarios de la ciudad le dijeron a Galam que no podría obtener una licencia permanente de licor si no podía evitar futuras violaciones. Por consejo de funcionarios de la ciudad y asesores legales, Galam retiró su solicitud para una licencia permanente de licor. Crazy Horse también cerró el 23 de agosto de 2014, después de que expirara la licencia temporal de licor de Galam. Los funcionarios de la ciudad también revocaron la licencia de cabaret del club, lo que obligó al cierre del club. Franze se hizo cargo de la gestión de la propiedad cerrada, junto con el padre y la hermana de Galam, Victor Galam y Jackie Barnes.
El club continuó abriendo una vez al mes durante ocho horas para conservar su licencia de establecimiento de danza erótica y los derechos de uso de la tierra, sin servir alcohol. En julio de 2019, la propiedad había abierto durante ocho horas con el nombre de Sin City Teaser's Gentlemen's Club. En ese momento, se consideraba que el edificio estaba en mal estado y era inseguro, con actividades delictivas que ocurrían con frecuencia en la propiedad y requerían asistencia policial. Tal actividad incluyó robos vagabundos. En agosto de 2019, el ayuntamiento votó por unanimidad para revocar la licencia de baile erótico ya que el club no podía cumplir con los códigos municipales. El propietario mayoritario y el titular de la licencia querían remediar los problemas, pero los demás propietarios obstaculizaron el progreso.

## Otras demandas

### Scott Fau (1995)
En agosto de 1995, un camionero interestatal llamado Scott Fau se peleó con cuatro guardias de seguridad del club. La pelea se llevó al exterior y continuó en el estacionamiento, donde la policía y los paramédicos respondieron para detener la pelea. Fau, que estaba casi muerto, fue encontrado aproximadamente tres horas después cerca de las vías del tren detrás del club. Fau, que tenía la nariz, el pie y la pierna rotos, y una herida grave en la cabeza, murió poco después.
La viuda, Camille Fau, presentó una demanda por homicidio culposo contra los cuatro empleados, dos de los cuales murieron antes de que el caso fuera a juicio. El 13 de enero de 2003, luego de dos días de deliberaciones, los miembros del jurado determinaron que los guardas no eran responsables de la muerte de Fau. Según el testimonio, habían pasado poco más de 30 minutos desde que se detuvo la pelea hasta que los empleados del club llegaron a un hospital para recibir tratamiento por sus manos fracturadas. El jurado consideró que no había tiempo suficiente para que hubiera tenido lugar una segunda paliza durante ese período de 30 minutos. El abogado de Fau, decepcionado con el veredicto, dijo: "Tuvimos testigos que fueron intimidados. Tuvimos testigos que no se presentaron. Simplemente muestra que la actividad criminal en curso de los empleados de Crazy Horse Too es de mucho más alcance de lo que les gustaría que la gente crea".

### Demandas de las trabajadoras (1997)
En marzo de 1997, dos estríperes entablaron una demanda contra el club alegando que no se les pagaba ningún salario mínimo y que debían pagar 30 dólares de propina al propietario del club al final de cada turno de trabajo. La demanda buscaba como objeto llegar a una suma de 30 000 dólares por cada estríper que había trabajado en el club, así como el estatus de acción de clase para cubrir a todas las estríperes que habían trabajado en clubes de estriptis de Las Vegas durante los dos años anteriores. Crazy Horse Too, que planeaba contradecir, negó las acusaciones: "Este club no recibe pago ni ingresos de los animadores que son contratados y son tratados como contratistas independientes". La demanda se expandió a otros clubes de estriptis en junio de 1997, y el abogado del club, Tony Sgro, respondió "mantenemos nuestra evaluación original".

### Brian Devlin (2001)
En marzo de 2001, un hombre llamado Brian Devlin se negó a pagarle a una estríper 600 dólares por bailes que creía que solo costarían 100 dólares. En enero de 2005, una demanda contra el club estaba pendiente en el Tribunal de Distrito. Devlin alegó que después de que se negó a pagar, varios guardias de seguridad lo escoltaron hasta el estacionamiento y lo golpearon hasta dejarlo inconsciente. Devlin afirmó que se despertó cubierto de sangre, con la ropa rota y sin la billetera.

### Eben Kostbar (2001)
En julio de 2001, un hombre llamado Eben Kostbar visitó el club y se ofreció a pagarle a un amigo para recibir un baile de mesa. Kostbar se negó a pagar el baile de 40 dólares, ya que creía que este costaba la mitad. Kostbar afirmó que después de salir del club, fue golpeado por varios porteros. Kostbar sufrió una conmoción cerebral y una contusión en la nariz, y le realizaron una cirugía plástica en el ojo.
Kostbar presentó una demanda contra el club en septiembre de 2002, alegando "agresión, infligir angustia emocional y entrenamiento y supervisión negligentes e imposición negligente de angustia emocional". En abril de 2003, Kostbar se ofreció a resolver el caso por 140 000 dólares. El caso fue sobreseído en septiembre de 2003, aproximadamente un mes antes de la fecha prevista para el inicio del juicio.

### Michael Silverman (2002)
Un hombre llamado Michael Silverman asistió al club con su esposa en mayo de 2002. Silverman tuvo una discusión con un portero después de decir que su esposa probablemente se había ido con una estríper para obtener cocaína. El portero le dijo a Silverman que no dijera "cocaína" dentro del club, y el portero lo golpeó después de repetir la palabra. El portero fue citado por delito menor de agresión. Silverman demandó al portero, Rick Rizzolo y al club por "dolor y sufrimiento causado por el asalto, angustia emocional, contratación negligente y daños punitivos". Para diciembre de 2002, el caso se había resuelto.